# Bert Van Lerberghe
Bert Van Lerberghe (født 29. september 1992 i Kortrijk) er en professionel cykelrytter fra Belgien, der er på kontrakt hos World Tour-holdet Soudal Quick-Step.
Fra 2015 til 2017 kørte han for Topsport Vlaanderen-Baloise, og de efterfølgende to sæsoner for franske Cofidis. Fra 2020 kom han op på World Tour-niveau, da han skrev en toårig kontrakt med belgiske Deceuninck-Quick Step.